# 邓昌友
邓昌友（1947年2月—），四川蓬溪人。中国人民解放军空军上将。

## 生平
1968年3月，邓昌友参加中国人民解放军，任中国人民解放军空军工程兵战士、排长。 其间，1970年5月加入中国共产党。1972年12月，出任空军工程兵总队政治部宣传科干事。1974年3月，任空军工程兵连政治指导员。1976年5月，任空军工程兵大队政治委员。1979年3月，任空军工程兵总队政治部主任。
1983年5月，邓昌友任昆明军区空军指挥所副政治委员。其间，1981年9月至1983年7月，在中国人民解放军政治学院学习。1986年8月，任空军乌鲁木齐指挥所纪律检查委员会副军职专职副书记。1990年6月，任空军乌鲁木齐指挥所政治部主任。1993年1月，任空9军军政治委员。其间，1993年8月至1996年2月，在中共中央党校领导干部专业函授班学习，获得中央党校大学学历。1996年7月，任兰州军区空军副政治委员兼纪委书记。
1997年3月，邓昌友任空军政治部副主任。1997年11月，任空军政治部主任、空军党委常委。2002年5月起，担任空军政治委员、空军党委副书记。 
1992年7月晋升为空军少将军衔，1999年7月晋升为空军中将军衔。2006年6月24日晋升为空軍上将军衔。2012年10月，离任退役。
他是中共第十六屆、十七屆中央委員。